# Archiv Orientální
Archiv Orientální – czasopismo orientalistyczne wydawane od marca 1929. Powstało z inicjatywy Bedřicha Hroznego.